# Dorothy Thompson

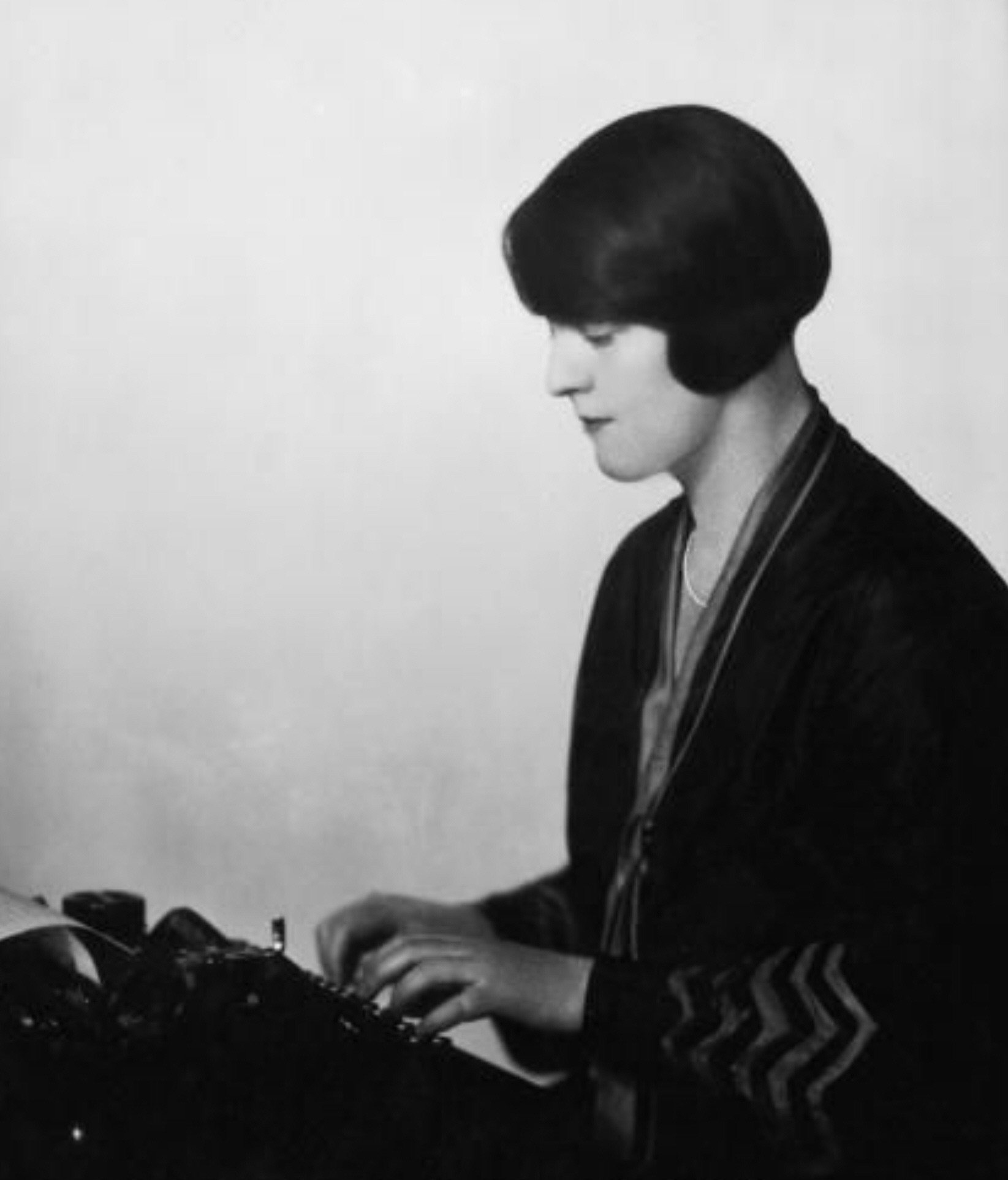
Dorothy Thompson, um 1920

Dorothy Thompson (* 9. Juli 1893 in Lancaster, New York; † 30. Januar 1961 in Lissabon, Portugal) war eine amerikanische Schriftstellerin und Journalistin sowie Gründerin der „Weltorganisation der Mütter aller Nationen“ (W.O.M.A.N.).

## Leben

### Junge Jahre
Dorothy Thompson war die Tochter des britischen Methodistenpredigers Peter Thompson und seiner Ehefrau Margaret. Sie besuchte bis 1911 das Lewis Institut in Chicago und studierte an der Syracuse University in New York und in Wien. In der Zeit wurde sie eine leidenschaftliche Verfechterin des Frauenwahlrechts. 1914 erwarb sie den akademischen Grad eines Bachelor of Art. Anschließend arbeitete Thompson einige Jahre in New York City.

### Zwischen den Weltkriegen
In der Zwischenkriegszeit ging Thompson als freiberufliche Korrespondentin für die Zeitungen Philadelphia Public Ledger und The New York Evening Post anfangs nach Wien, wo sie John Gunther und G.E.R. Gedye traf, und 1924 nach Berlin, wo sie den Aufstieg der Nationalsozialistischen Deutschen Arbeiterpartei hautnah erlebte. Innerhalb kürzester Zeit machte sie Bekanntschaft mit den bekanntesten Künstlern der Stadt, unter anderem Ödön von Horváth, Thomas Mann, Bertolt Brecht, Stefan Zweig und Fritz Kortner. Mit Carl Zuckmayer verband sie bald eine enge Freundschaft.
1928 besuchte sie die Sowjetunion. Das Ergebnis war das Buch The New Russia, in dem sie unter anderem die Unterdrückung der Religion, die Zensur und die Allmacht der Geheimpolizei OGPU beleuchtete.
Im Frühjahr 1932 interviewte sie Adolf Hitler im Hotel Kaiserhof in Berlin. Das Interview erwies sich als schwierig, da Hitler fortwährend so sprach, als redete er zu den Massen. Diese Begegnung beschrieb sie in Zeitungsartikeln und ihrem Buch I saw Hitler, wobei sie ihn als „Prototypen des kleines Mannes“ (prototype of the Little Man) bezeichnete und als von „erschreckender Bedeutungslosigkeit“ (startling insignificance). Sie resümierte, Hitler werde nicht an die Macht gelangen: „Oh, Adolf, Adolf! Das Glück wird dich verlassen!“ (Oh Adolph, Adolph! You will be out of luck!)
1933 lebte Dorothy Thompson mit der Bildhauerin und Schriftstellerin Christa Winsloe zusammen. Am 25. August 1934 musste Dorothy Thompson innerhalb von 24 Stunden Deutschland verlassen. Sie war die erste unter den Auslandskorrespondenten Berlins, die gehen musste. Christa Winsloe begleitete sie in die Vereinigten Staaten. In Vorträgen und im Radio warnte sie seitdem vor Hitler. Da sie mit Eleanor Roosevelt, der Gattin des Präsidenten, befreundet war, konnte sie deutschen Emigranten wie Fritz Kortner, Thomas Mann und Carl Zuckmayer bei der Einbürgerung helfen, und einige brachte sie zeitweise in ihrer Wohnung unter und unterstützte sie aus ihrem privaten Vermögen. Carl Zuckmayers Autobiografie Als wär's ein Stück von mir setzt ihrer nie fehlenden Hilfe ein ausführliches Denkmal. Er war es auch, der die Verbindung zwischen Dorothy Thompson und Max und Gertrud Bondy herstellte. Thompson unterstützte die Bondys bei der Gründung der Windsor Mountain School. Nach Roselle Kline Chartock gehörten auch die Bondys zu jenen Flüchtlingen, denen Dorothy Thompson die Einreise in die USA ermöglicht hatte.
Zwischen 1936 und 1941 hatte Thompson ihre eigene Kolumne „On the Record“ für die New York Herald Tribune. Ein Artikel von ihr, in dem sie ihren Abscheu und ihre Sorgen wegen der nationalsozialistischen Rassentheorien und Hetzkampagnen gegen Religionen und Demokratie ausdrückte, ging 1936 um die Welt. Damit sie ihr tägliches Pensum schaffte, mussten 1938 drei Sekretäre für sie arbeiten. 1938 wurde sie in die American Academy of Arts and Letters gewählt. Am 12. Juni 1939 war sie als „einflussreichste Frau in den USA nach Eleanor Roosevelt“ auf der Titelseite des Magazins Time.

### Zweiter Weltkrieg
Im August 1939 kritisierte sie den Ribbentrop-Molotow-Pakt, sie verurteilte den Einmarsch der Roten Armee in Ostpolen am 17. September 1939 und rief die US-Regierung auf, sich für das besetzte Polen einzusetzen. Doch konzentrierte sie sich im Zweiten Weltkrieg in ihren Kommentaren und Kolumnen auf die Bekämpfung des NS-Regimes.

Der NS-Propagandaminister Joseph Goebbels, der Dorothy Thompson während ihrer Berliner Zeit persönlich kennengelernt hatte, ließ sich über ihre Publikationen unterrichten. 1939 konnte man in Amerika noch deutsche Kurzwellensendungen hören, in denen die Goebbels-Propaganda versuchte, die amerikanische Öffentlichkeit zu beeinflussen und die Deutschamerikaner gegen ihre Regierung aufzuhetzen. Dorothy Thompson wurde darin mit besonderer Heftigkeit angegriffen und als eine „Feindin Deutschlands“ bezeichnet. Carl Zuckmayer, der frisch in die USA emigriert mit Familie in einem von ihr gemieteten Haus lebte, erlebte ihre Betroffenheit: 
„Du weißt es doch, dass ich Deutschland liebe! Dass ich nie gegen die Deutschen, nur gegen die Nazis war!“ Ich wusste es. Und ich hatte in ihr, durch die ganze Kriegszeit hindurch, eine Verbündete im Verständnis für das andere Deutschland und seine Not. 
Goebbels vermerkt unter dem Datum vom 5. April 1942 in seinen Tagebüchern: „Dorothy Thompson hält eine absolut verrückte Rede gegen Hitler. Es ist beschämend und aufreizend, dass so dumme Frauenzimmer, deren Hirn nur aus Stroh bestehen kann, das Recht haben, gegen eine geschichtliche Größe wie den Führer überhaupt das Wort zu ergreifen.“
Während des Zweiten Weltkrieges erschienen ihre Beiträge fast täglich in etwa 150 Zeitungen. Doch sparte sie auch nicht mit Kritik an den Sympathisanten Stalins im Weißen Haus. So attackierte sie den früheren US-Botschafter in Moskau Joseph E. Davies für sein Stalin verherrlichendes Buch Mission to Moscow sowie dessen Verfilmung.
Im Frühjahr 1943 nannte sie das Massaker von Katyn eine „deutsche Fälschung“ (German fabrication). Da sie auch als Kritikerin der Sowjetunion unter Stalin bekannt war, hatte ihre Einschätzung besonderes Gewicht.

### Nachkriegszeit
Unmittelbar nach dem Krieg kritisierte sie die Nürnberger Prozesse: Sie habe starke Vorbehalte gegen ein Verfahren, in dem dieselbe Seite zugleich die Richter, die Ankläger sowie die Vollstrecker der Urteile stelle.
Im Jahr 1946 hielt Dorothy Thompson vor dem Sicherheitsrat der Vereinten Nationen eine Rede im Namen aller Frauen und Mütter der Welt. Sie beschuldigte die Staatschefs Harry S. Truman, Winston Churchill und Josef Stalin, es sei eine Lüge, wenn sie den Frauen sagten, ihre Männer und Söhne seien dafür gestorben, dass die Welt auf ewige Zeiten Frieden fände. Die Rede vor dem UN-Sicherheitsrat galt als Geburtsstunde der World Organization of Mothers of all Nations (Abk.: W.O.M.A.N.), die noch im selben Jahr auf Anregung von Dorothy Thompson in New York gegründet wurde. Die Mitglieder versuchen, über ideologische und politische Grenzen hinweg durch persönliche Begegnungen und Gespräche Misstrauen abzubauen und zur Verständigung der Völker beizutragen.
1949 trat sie dem Amerikanischen Komitee zur Untersuchung des Massakers von Katyn (American Committee for the Investigation of the Katyn Massacre) bei, das auf Initiative des Journalisten Julius Epstein gegründet worden war und sich die Aufgabe gestellt hatte, die sowjetische Täterschaft zu beweisen. Sie korrigierte somit ihre 1943 geäußerte Einschätzung des Verbrechens. Zum Vorsitzenden des Komitees wurde der frühere US-Botschafter in Warschau Arthur Bliss Lane gewählt. Ihm gehörten auch der frühere Chef des Geheimdienstes OSS William J. Donovan und der spätere CIA-Direktor Allen Dulles an.
Am 30. Januar 1961 starb Dorothy Thompson im Alter von 67 Jahren in Lissabon an Herzversagen. Dort hatte sie die Familie ihres Sohnes Michael besucht.

### Ehen
Von 1923 bis 1927 war Dorothy Thompson mit dem ungarischen Journalisten Joseph Bard (1894–1961) verheiratet, von 1928 bis 1942 mit dem Schriftsteller Sinclair Lewis. Aus dieser Ehe ging der 1930 geborene Sohn Michael hervor. 1943 heiratete sie den tschechischen Maler und Bildhauer Maxim Kopf.

## Werke (Auswahl)
- 1928 The New Russia
- 1932 I Saw Hitler!; Ich traf Hitler!, Reportage-Essay 
  - erstmals vollständig auf Deutsch mit sämtlichen Original-Abbildungen, herausgegeben von Oliver Lubrich; aus dem amerikanischen Englisch übersetzt von Johanna von Koppenfels, Wien: Das vergessene Buch, 2023, ISBN 978-3-903244-23-8.[16]
- 1938 Anarchy or Organization
- 1939 Let the Record Speak
- 1957 The Courage to Be Happy